# Sleep Token
A Sleep Token egy 2016-ban Londonban alakult angol rockegyüttes, melynek tagjai maszkok viselésével maradnak névtelenek. 
Miután 2016-ban kiadták debütáló EP-jüket, a One-t, a zenekar leszerződött a Basick Recordshoz, és a következő évben kiadták a folytatásos EP-t, a Two-t. 
Az együttes leszerződött a Spinefarm Recordszal, és 2019-ben kiadták első nagylemezüket, a Sundowningot, amelyet 2021-ben a This Place Will Become Your Tomb album követett. 
Harmadik albumuk, a Take Me Back to Eden 2023 májusában jelent meg. 
Negyedik albumuk Even in Arcadia néven 2025 májusában jelent meg az RCA Records gondozásában.

## Fordítás
Ez a szócikk részben vagy egészben  a   Sleep Token című angol Wikipédia-szócikk ezen változatának fordításán alapul.  Az eredeti cikk szerkesztőit annak laptörténete sorolja fel. Ez a jelzés csupán a megfogalmazás eredetét és a szerzői jogokat jelzi, nem szolgál a cikkben szereplő információk forrásmegjelöléseként.